# Hans Just
Hans Wilhelm Just (* 5. September 1899 in Freiberg; † 9. März 1969 in Essen) war ein deutscher Braun- und Steinkohlenchemiker sowie Hochschullehrer.
Sein Wirken förderte maßgeblich die Entwicklung und den Bau von großtechnischen Anlagen zur Herstellung flüssiger Kohlenwasserstoffe aus Braunkohle, die Entwicklung von Verfahren zur Druckvergasung von Braun- und Steinkohle zur Abdeckung von Lastspitzen und zur Untertagespeicherung von Gas. Seine Entwicklungen stellten sicher, dass der wachsende Bedarf industrieller und privater Verbraucher von flüssigen und gasförmigen Brennstoffen gedeckt werden konnte. Sie waren in der Bundesrepublik bis in die Mitte der 1960er Jahre, in der DDR bis zur Wiedervereinigung unentbehrlich. Sie wurden durch Erdöl- und Erdgasimporte abgelöst.

## Leben

### Familienverhältnisse
Die ältesten Vorfahren der Familie Just sind um das Jahr 1500 in Neukirchen bei Wilsdruff nachgewiesen.
Hans Wilhelm Just wurde als drittes von vier Kindern des späteren Ministerialdirektors im Sächsischen Finanzministerium Ernst Wilhelm Just (1899–1945) und seiner Ehefrau Anna Bertha, geb. Schmitz (1871–1945) geboren.
Kindheit und Jugend verbrachte er in Dresden. Er besuchte die Bürgerschule und anschließend das Königliche Gymnasium in Dresden-Neustadt bis zum Notabitur (1917). Nach kurzer militärischer Grundausbildung folgte er 1918 seinen Brüdern Fritz und Ernst an die Westfront (Ernst, der Zweitälteste, war bereits gefallen). Hans überlebte den Ersten Weltkrieg mit einer leichten Verletzung und wurde mit dem EK 2 ausgezeichnet. Er heiratete 1930 in erster Ehe Beatrice Harlan (1905–1939), die ihm drei Kinder gebar, und 1941 in zweiter Ehe Elsbeth Luise Hedwig Schilde (1900–1964).

### Studium und Berufseinstieg
Von 1918 bis 1923 studierte er Chemie an der Technischen Hochschule Dresden. 1922 graduierte er zum Dipl.-Ing. und promovierte 1923 mit der Note „Sehr gut“ zum Dr.-Ing. Das Berufsleben begann er mit einer einjährigen Tätigkeit als Laborchemiker und wissenschaftlicher Mitarbeiter bei der Firma E. Merck in Darmstadt. Zur Jahresmitte 1924 wechselte er für dreieinhalb Jahre zu den Sächsischen Hütten- und Blaufarbenwerken Muldenhütten bei Freiberg. Dort war er im Betriebslabor tätig, befasste sich mit dem Ausbau der Gasreinigungsanlagen für die Röstprozesse und übernahm im Verlauf seiner Tätigkeit zusätzliche Verantwortung als Wärmeingenieur und Leiter der Schwefelsäurefabrik.

### Der Braunkohlenchemiker
Seine berufliche Wende begann mit dem Eintritt in die AG Sächsische Werke (ASW) mit dem Auftrag, in dem Unternehmen, das bis dahin nur auf dem Gebiet der Braunkohlengewinnung und der Stromerzeugung tätig war, die chemische Veredlung von Braunkohle einzuführen. Diese Aufgabe begann er mit wissenschaftlichen Vorarbeiten und technischen Versuchen für den Aufbau chemischer Großbetriebe auf dem Gebiet der Verschwelung, Druckvergasung mit Sauerstoff (gemeinsam mit der Lurgi Gesellschaft für Wärmetechnik), für die Teerverarbeitung und Nebenproduktgewinnung im Braunkohlenforschungsinstitut an der Bergakademie Freiberg, als Mitarbeiter im Privatlabor des Brennstofftechnikers Paul Rosin in Dresden und in den Betriebsstätten Hirschfelde und Böhlen der ASW.
Ab 1934 war er als Leitender Chemiker, von 1940 bis 1946 als Direktor der Chemischen Abteilung in der Hauptverwaltung in Dresden für Aufbau, Inbetriebnahme und Oberleitung der Großbetriebe verantwortlich. Von August bis November 1946 war er Direktor des in Sowjetbesitz übergegangenen Werks Espenhain, danach in der Hauptverwaltung der (Sowjet-)AG für Brennstoffindustrie in Leipzig angestellt.
Nach der „Aufforderung“, für die Sowjets in Kasachstan ein kohlechemisches Kombinat aufzubauen, entschied er sich, mit seiner Familie nach Westdeutschland überzusiedeln. Die Flucht als know-how-Träger gelang mit Unterstützung des britischen Geheimdienstes. Für seine Verdienste für die Braunkohlenchemie wurde Just 1944 der Braunkohlen-Forschungspreis des Deutschen Braunkohlen-Industrie-Vereins e.V. verliehen.
Die chemischen Werke in Böhlen und Espenhain wurden – vor allem zur Kraftstoffversorgung der DDR – mit vervielfachter Kapazität bis zur Wiedervereinigung Deutschlands betrieben.

### Der Steinkohlenchemiker
Bei der Ruhrgas AG, gegründet 1926 von den Ruhrzechen, für die Verteilung des Kokereigases im eigenen Ferngasnetz und im Gashandel tätig, übernahm er zum 1. November 1947 die Leitung der neugegründeten Entwicklungsabteilung. Schwerpunkte der Abteilung waren Verfahrensentwicklungen zur Abdeckung von Lastspitzen, und zwar saisonaler wie von Tagesspitzen. Sie ergaben sich aus den Folgen des Zweiten Weltkrieges – der Wiederaufbau der zerstörten Kokereien hielt nicht Schritt mit dem steigenden industriellen und kommunalen Gasverbrauch, und Erdgas stand in Deutschland nur sehr beschränkt zur Verfügung.
Auf der Grundlage seiner Erfahrungen mit der Braunkohlen-Druckvergasung entwickelte er das Verfahren gemeinsam mit der Lurgi Gesellschaft für Wärmetechnik für den Einsatz von Steinkohle weiter. Als Ergebnis dieser Entwicklungen wurde das Werk Dorsten der Steinkohlengas AG gebaut, zu dessen Leitung er zum 1. Januar 1954 berufen wurde. Das Werk diente der Sicherstellung der Gasversorgung von Lastspitzen. Auf Grundlage dieser Entwicklung entstanden weitere Großanlagen in Südafrika (Sasol) und in England.
Der Abdeckung der im Winter saisonal bedingten Verbrauchsspitzen veranlassten ihn zu richtungsweisenden Arbeiten zur behälterlosen Untertage-Gasspeicherung. Eine Studienreise in die USA, wo Untertagespeicherung von Gas bereits praktiziert wurde, führten zum Bau des ersten europäischen Großspeichers in Engelbostel bei Hannover und von zwei weiteren bei Hähnlein und Eschenfelden. Am 1. Juli 1961 wurde Just zum Abteilungsdirektor der Ruhrgas ernannt.
In das gleiche Gebiet fällt sein Vorschlag, dass die chemische Industrie an Tagen mit höchsten Lastspitzen Synthesegas abgibt, das mit Propan gemischt als Stadtgas eingesetzt werden kann.
1961 berief ihn die Technische Hochschule Darmstadt zum Lehrbeauftragten für Brennstofftechnik und ernannte ihn zum 1. Januar 1963 zum Honorarprofessor. Er gehörte dem Beirat der Deutschen Gesellschaft für Mineralölwissenschaft und Kohlechemie an und war Vorstandsmitglied der Gesellschaft der Freunde des Instituts für Brennstofftechnik in Berlin.

## Persönlichkeit
Just war in erster Linie ein Wissenschaftler mit einem breiten, über die Kohlechemie hinausgehenden Wissens- und Interessenspektrum. Er galt als fairer Kollege und verantwortungsvoller Vorgesetzter. Veröffentlichungen und ein Patent zur Abwasserreinigung von Phenolen beweisen seine Verantwortung für die Umwelt. Am 19. November 1937 beantragte Just die Aufnahme in die NSDAP und wurde rückwirkend zum 1. Mai desselben Jahres aufgenommen (Mitgliedsnummer 5.884.543). Bei einem Entnazifizierungsverfahren in der Sowjetischen Besatzungszone (1946) half ihm neben den Aussagen des Betriebsrates die Bestätigung eines früher der KPD angehörenden fähigen Chemielaboranten, dass er seine Wiederanstellung nach der Entlassung (1933) dem Einsatz von Just zu verdanken hatte.

## Veröffentlichungen
- mit Erich Müller: Die elektrometrische Bestimmung von Eisen und Vanadium nebeneinander. In: Zeitschrift für anorganische und allgemeine Chemie. Verlag Leopold Voss Leipzig, 125/1922, S. 155–166, doi:10.1002/zaac.19221250108
- mit Paul Rosin: Über die Bestimmung und Extraktion der Phenole in den Abwässern der Braunkohlenschwelereien. In: Zeitschrift für angewandte Chemie. Verlag Chemie Berlin, 42/1929, S. 965–968. doi:10.1002/ange.19290424002, S. 984–987 doi:10.1002/ange.19290424103, S. 1002–1007 doi:10.1002/ange.19290424204
- mit Paul Rosin: Über die Schwelung völlig getrockneter Braunkohle unter Berücksichtigung der Teerausbeute und des Schwelwassers. In: Braunkohle. 28/1929/41, S. 893 ff. und 28/1929/42, S. 915 ff.
- Entphenolung von Schwelwässern und Phenolgewinnung bei der Aktiengesellschaft Sächsische Werke In: Braunkohle 40/1941/19, S. 245–249 und 40/1941/20, S. 259–263.
- Die Untergrundspeicherung von Gas in USA und die Möglichkeiten ihrer Anwendung in Europa. In: Das Gas- und Wasserfach, Ausgabe Gas. 94/1953/1 S. 2–7.
- Ferngaserzeugung durch Vergasung von Steinkohle nach dem Lurgi-Druckverfahren. In: Erdöl und Kohle. 7/1954/1, S. 14–20.
- mit A. Steding, H. Weber und F. Gödde: Freimachung von Koksofengas durch betriebsfremde Kohlenwasserstoffe. In: Technische Mitteilungen. 51/1958/3, S. 151–163.
- mit Erich Diekmann: Erfahrungen mit Druckmessungen nach dem Maihak-Verfahren im Gasspeicher Engelbostel und Untersuchungen des Messwertgebers. In: Erdöl und Kohle 11/1958/9, S. 606–608.
- Zum Stand der Untertagespeicherung von Gas in den USA. In: Erdöl und Kohle 12/1959/2, S. 109–110.
- Die unterirdische Gaspeicherung und ihre Bedeutung für die überörtliche Gasversorgung. In: Das Gas- und Wasserfach, Ausgabe Gas. 101/1960/41, S. 1041–1048.
- Heizgasproblem und Untergrundspeicherung. In: Gasverwendung. 1962/2.
- Wasserstoff als Verdünnungsgas beim Einsatz gasförmiger Kohlenwasserstoffe in der öffentlichen Gasversorgung. In: Brennstoff-Chemie. 44/1963/12, S. 374–382.
- Ammoniaksynthesegas/Propan – Ein neuer Gastyp zur Deckung des äußersten Spitze in der öffentlichen Gasversorgung. In: Das Gas- und Wasserfach, Ausgabe Gas. 106/1965/21, S. 589–592.
- „Geologische Fallen“ und Kavernen als Speicherräume. In: Ferngas : Halbjahresschrift für die Belegschaft der Ruhrgas AG 17/1964.
- Erdgas – die dritte Säule. In: Der Volkswirt, Wirtschafts- und Finanzzeitung, Beiheft zu Nr. 27, 1964.
- Ferngasverbund beherrscht die Bedarfsspitzen. In: Gasverwendung 15/1964/5, S. 202–206.

## Patente
- Verfahren zur Herstellung von praktisch aschefreien Teeren. ASW und Hans Just, Reichspatentamt Patentschrift Nr. 574.358 vom 30. November 1930
- Verfahren zur Gewinnung von Phenolen aus Abwässern. Heinrich Koppers GmbH, Hans Just, Adolf Schmalenbach, Reichspatentamt Patentschrift 734 883 vom 24. September 1937
- Vergasung von Brennstoffen in der Verbindung mit der Verhüttung von Erzen, Erfinder Hans Just, Patentinhaber: Ruhrgas AG, D.P 972.499
- Verfahren zum Betrieb der Brennstoffschleuse von Druckgaserzeugern, Erfinder Hans Just, Patentinhaber Ruhrgas AG, D.P. 809.226
- Verfahren zur Beseitigung oder Verringerung der Backfähigkeit von Steinkohlen. Erfinder Hans Just, Patentinhaber Ruhrgas AG, D.P. 826.745;
- Verfahren zur Abfilterung feiner Brennstoffanteile aus dem Gasstrom von Gaserzeugern. Erfinder: Hans Just, Patentinhaber: Ruhrgas AG; D.P. 1.026 081
- Verfahren zur Verhüttung staubförmiger oder feinkörniger Erze mit staubförmigen oder feinkörnigen Brennstoffen, Erfinder: Traenckner, Just, Nistler, Schulze, Patentinhaber: Ruhrgas AG; D.P. 1.024.245
- Verfahren zur Herstellung von Koks mit hoher Festigkeit. Erfinder: Just, Patentinhaber: Ruhrgas AG, Patentanmeldung R 21.680 VI/10a
- Verfahren zur Gewinnung von heizwertreichen Gasen aus staub- oder feinkörnigen Brennstoffen, Erfinder: Kurt Traenckner, Robert Lotz, Josef Schütte, Hans Just, Hans-Wolf von Gratkowski, Patentinhaber: Ruhrgas AG/Steag AG, D.P. 923.869
- Vorrichtung zum Entgasen oder Entgasen und Vergasen von staubförmigen oder feinkörnigen Brennstoffen, Erfinder Paul Schmalfeld, Hans Just, Hans Sommers, Patentinhaber Ruhrgas AG, Metallgesellschaft; D.P. 1.025.380
- Verfahren und Vorrichtung zur kontinuierlichen Spaltung und/oder Vergasung von Kohlenwasserstoffen, die auch noch andere organische Verbindungen enthalten können, Erfinder Paul Schmalfeld, Heinrich Janssen, Hans Sommers, Hans Just, Patentinhaber: Metallgesellschaft, D.P. 1.004.312